# Klaus Barth
Klaus Barth (* 13. Februar 1949; † 22. Oktober 2006 in Long Beach) war ein deutscher Schwimmer, der in den späten 1960er Jahren aktiv war.

## Werdegang
Bei den  Deutschen Schwimmmeisterschaften 1967 gewann er den Titel über 200 m Brust.
Als Achter der Weltrangliste wurde er zur Vorbereitung auf die Olympischen Spiele für vier Monate ins US-Schwimmzentrum Santa Clara entsandt. Der erhoffte Erfolg blieb jedoch aus: 1968 wurde er bei den Deutschen Meisterschaften nur Sechster und verpasste damit die Olympiateilnahme.
In den 1970er-Jahren ging er in die USA, wo er als Trainer für den Swim Club Long Beach arbeitete. In den 1980er-Jahren nahm er mehrmals am Ironman Hawaii teil. Er wurde 1986 Vierter in 9:03:42 h.
Klaus Barth starb 2006 an Krebs und hinterließ seine Frau und drei Kinder.

## Sportliche Erfolge
| Datum/Jahr    | Platz | Wettbewerb     | Austragungsort | Zeit (h) | Bemerkung                              |
| ------------- | ----- | -------------- | -------------- | -------- | -------------------------------------- |
| 25. Okt. 1986 | 4     | Ironman Hawaii | Kona           | 9:03:42  | [ 4 ]                                  |
| 26. Okt. 1985 | 8     | Ironman Hawaii | Kona           | 9:43:09  |                                        |
| 22. Okt. 1983 | 15    | Ironman Hawaii | Kona           | 10:13:58 | Bester deutscher Teilnehmer auf Hawaii |